# István Sugár
István Sugár (ur. 12 października 1904 w Budapeszcie, zm. 19 marca 1991 tamże) – węgierski lekkoatleta, sprinter.
Podczas igrzysk olimpijskich w Amsterdamie (1928) biegł w węgierskiej sztafecie 4 × 100 metrów, która została zdyskwalifikowana w eliminacjach i nie awansowała do finału.
Trzy dni po tym występie, 7 sierpnia, węgierska sztafeta z Sugárem na trzeciej zmianie ustanowiła w Kolonii wynikiem 41,8 rekord kraju w tej konkurencji.

## Rekordy życiowe
- Bieg na 100 metrów – 10,9 (1928)